# Lijst van voetbalinterlands Algerije - Kameroen (vrouwen)
Deze lijst van voetbalinterlands is een overzicht van alle officiële voetbalinterlands tussen de nationale vrouwenteams van Algerije en Kameroen. De landen hebben tot nu toe vijf keer tegen elkaar gespeeld. 

## Wedstrijden
| № | Plaats    | Datum             | Competitie                   | Wedstrijd           | Uitslag |
| - | --------- | ----------------- | ---------------------------- | ------------------- | ------- |
| 1 | Germiston | 25 september 2004 | Afrikaans kampioenschap 2004 | Algerije − Kameroen | 1 − 3   |
| 2 | Tembisa   | 8 november 2010   | Afrikaans kampioenschap 2010 | Kameroen − Algerije | 2 − 1   |
| 3 | Maputo    | 7 september 2011  | Vriendschappelijk            | Kameroen − Algerije | 3 − 0   |
| 4 | Windhoek  | 15 oktober 2014   | Afrikaans kampioenschap 2014 | Kameroen − Algerije | 2 − 0   |
| 5 | Accra     | 20 november 2018  | Afrikaans kampioenschap 2018 | Kameroen − Algerije | 3 − 0   |

## Samenvatting
| Competitie              | Totaal gespeeld | Winst Algerije | Gelijk | Winst Kameroen | Doelsaldo Algerije – Kameroen |
| ----------------------- | --------------- | -------------- | ------ | -------------- | ----------------------------- |
| Afrikaans kampioenschap | 4               | 0              | 0      | 4              | 2 − 10                        |
| Vriendschappelijk       | 1               | 0              | 0      | 1              | 0 − 3                         |
| Totaal                  | 5               | 0              | 0      | 5              | 2 − 13                        |